# Семка, Рышард

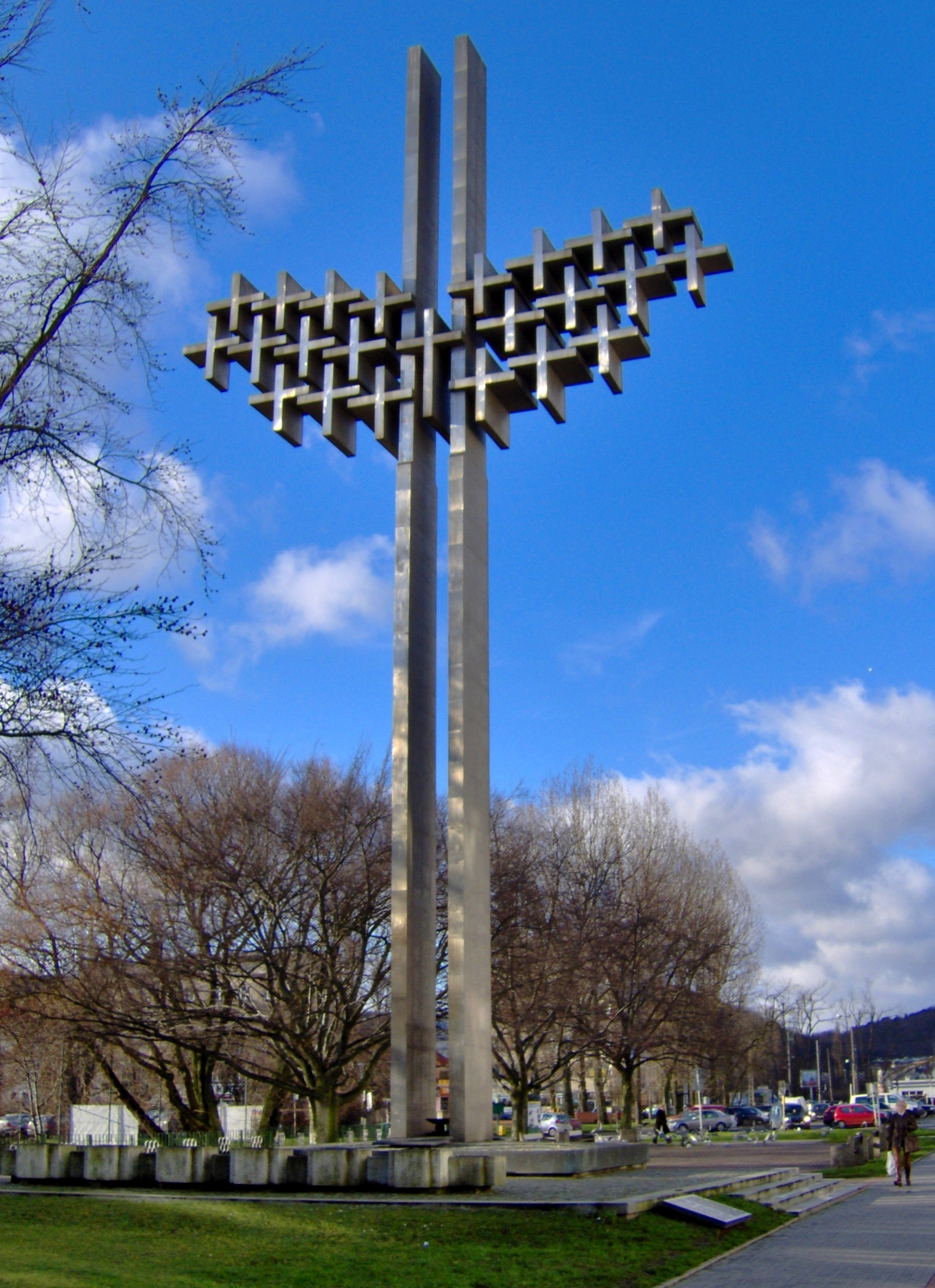
Памятник Жерв декабря 1970 в Гдыне

Рышард Семка (пол. Ryszard Semka; род. 19 сентября 1925, с. Джонув (ныне Любушское воеводство Польши) — 11 сентября 2016) — польский архитектор, педагог, профессор.

## Биография
В 1956 году окончил факультет монументальной архитектуры Гданьской Политехники (ныне Гданьский технический университет).
С 1950 по 1996 год работал в Государственной Высшей школе изящных искусств в Гданьске (теперь Академия изящных искусств (Гданьск)), в начале на кафедре архитектурного проектирования, позже руководил работой мастерской пространственного проектирования и мастерской архитектурного дизайна.
В 1971—1978 и 1980—1984 годах — декан факультета архитектурного и промышленного дизайна.
Автор проектов ряда сооружений и украшения зданий в Гданьске, Сопоте, Варшаве. В 1968 году для Высшей школы изящных искусств по проекту архитектора было построено здание в модернистском стиле.
Руководил проектом восстановления старой части Эльблонга.
В 1993 году совместно со скульптором Славоем Островским создал памятник «Жертв декабря 1970» в Гдыне.

## Избранные проекты
- Восстановление более ста архитектурных памятников Эльблонга (общей площадью около 60 000 м²)
- Сооружение Торгово-офисного центра в Эльблонге
- Театр в Квидзыне
- Библиотека в Норд-Адамсе (США)
- Здание архитектурного факультета университета в Лагосе и др.